# علی رشداوی
علی رشداوی خوانندهٔ عرب خوزستانی است، که برخی او را ادامه دهنده و احیا کنندهٔ موسیقی علوانیه و از شاگردان علوان الشویع می دانند. گفته می‌شود که علوان الشویع به دلیل صدای خوشی که رشداوی داشت، ساز خود را به او هدیه داده است.

## سبک‌های موسیقی
وی از پیشکسوتان موسیقی خوزستان از دوران نوجوانی به موسیقی رو آورد. او سازنده ساز «ربابه» است و در سبک‌های «علوانیه»، «چوبیه»، «سویحلی» و «عتاب» شهرت دارد.

## رشداوی و شاعران خوزستانی
علی رشداوی روابط بسیار نزدیکی با شاعران در خوزستان دارد زیرا او به کمک موسیقی علوانیه توانست بسیاری از اشعار شفاهی شاعران عرب را زنده نگه دارد.

حضور رشداوی در مراسم یادبود شاعر خوزستانی عبدالله میاحی

این خواننده علی‌رغم نداشتن سواد بسیاری از شعرهای محلی را به خوبی حفظ و اجرا می‌کند.

## حضور او در جشنواره موسیقی محلی
او به عنوان پیشکسوت و استاد موسیقی نواحی که توانسته یکی از سازهای موسیقی خوزستان را زنده نگه دارد به جشنواره موسیقی نواحی کشور دعوت شد.

در  سالهای گذشته استاد فقید «حسان اگزار چنانی‌زاده» در این همایش دعوت شده بود که «علی رشداوی» در این نوع موسیقی از او پیشکسوت تر است و به همین خاطر و با توجه به شناختی که از رشداوی وجود داشت، به جشنواره دعوت شد

علی رشداوی-احیا کننده ی سبک علوانیه